# Cash (Chiapas)
Cash es una localidad del estado mexicano de Chiapas. Es parte del municipio de Comitán de Domínguez.

## Demografía
| Gráfica de evolución demográfica |
|                                  |

| Censo | Población |
| ----- | --------- |
| 1921  | 48        |
| 1930  | 132       |
| 1940  | 260       |
| 1950  | 713       |
| 1960  | 354       |
| 1970  | 376       |
| 1980  | 1 485     |
| 1990  | 690       |
| 2000  | 784       |
| 2010  | 1 429     |
| 2020  | 2 048     |